# Нидерланды на «Детском Евровидении — 2005»
Нидерланды участвовали в «Детском Евровидении — 2005», проходившем в Хасселте, Бельгия, 26 ноября 2005 года. На конкурсе страну представил Тесс Герте с песней «Stupid», выступившая девятой. Она заняла седьмое место, набрав 82 балла.

## Национальный отбор
Национальный отбор состоял из трёх шоу: двух полуфиналов и финала. Финалисты и победитель финала были выбраны смесью голосов, состоящих из голосов взрослого жюри, детского жюри и телеголосования.

### Первый полуфинал
Первый полуфинал состоялся 10 сентября 2005 года. 5 участников приняло участие и трое из них прошли в финал.
| Первый полуфинал — 10 сентября 2005 | Первый полуфинал — 10 сентября 2005 | Первый полуфинал — 10 сентября 2005 | Первый полуфинал — 10 сентября 2005 | Первый полуфинал — 10 сентября 2005 | Первый полуфинал — 10 сентября 2005 | Первый полуфинал — 10 сентября 2005 | Первый полуфинал — 10 сентября 2005 |
| №                                   | Артист                              | Песня                               | Детское жюри                        | Взрослое жюри                       | Телезрители                         | Баллы                               | Место                               |
| ----------------------------------- | ----------------------------------- | ----------------------------------- | ----------------------------------- | ----------------------------------- | ----------------------------------- | ----------------------------------- | ----------------------------------- |
| 01                                  | Анджело                             | «Slapeloze nachten»                 | 8                                   | 5                                   | 7                                   | 20                                  | 4                                   |
| 02                                  | Тджинджара                          | «Blijf jezelf»                      | 10                                  | 10                                  | 8                                   | 28                                  | 2                                   |
| 03                                  | The Smilies                         | «Als je lacht»                      | 7                                   | 6                                   | 10                                  | 23                                  | 3                                   |
| 04                                  | Митчелл                             | «Jij bent alles voor mij»           | 6                                   | 8                                   | 6                                   | 20                                  | 5                                   |
| 05                                  | Тесс Герте                          | «Stupid»                            | 12                                  | 12                                  | 12                                  | 36                                  | 1                                   |

### Второй полуфинал
Второй полуфинал состоялся 17 сентября 2005 года. 5 участников приняло участие и двое из них прошли в финал.
| Второй полуфинал — 17 сентября 2005 | Второй полуфинал — 17 сентября 2005 | Второй полуфинал — 17 сентября 2005 | Второй полуфинал — 17 сентября 2005 | Второй полуфинал — 17 сентября 2005 | Второй полуфинал — 17 сентября 2005 | Второй полуфинал — 17 сентября 2005 | Второй полуфинал — 17 сентября 2005 |
| №                                   | Артист                              | Песня                               | Детское жюри                        | Взрослое жюри                       | Телезрители                         | Баллы                               | Место                               |
| ----------------------------------- | ----------------------------------- | ----------------------------------- | ----------------------------------- | ----------------------------------- | ----------------------------------- | ----------------------------------- | ----------------------------------- |
| 01                                  | Софи                                | «Spetterende tijden»                | 7                                   | 8                                   | 7                                   | 22                                  | 4                                   |
| 02                                  | Тайрон                              | «Keer op keer»                      | 8                                   | 7                                   | 6                                   | 21                                  | 5                                   |
| 03                                  | Яра и Анжес                         | «Vriendschap»                       | 10                                  | 12                                  | 8                                   | 30                                  | 1                                   |
| 04                                  | Джованни                            | «Machteloos»                        | 12                                  | 6                                   | 10                                  | 28                                  | 3                                   |
| 05                                  | Клео                                | «Ik lijk zo op een jongen»          | 6                                   | 10                                  | 12                                  | 28                                  | 2                                   |

### Финал
Финал состоялся 24 сентября 2005 года. 5 участников приняло участие.
| Финал — 24 сентября 2005 | Финал — 24 сентября 2005 | Финал — 24 сентября 2005   | Финал — 24 сентября 2005 | Финал — 24 сентября 2005 | Финал — 24 сентября 2005 | Финал — 24 сентября 2005 | Финал — 24 сентября 2005 |
| №                        | Артист                   | Песня                      | Детское жюри             | Взрослое жюри            | Телезрители              | Баллы                    | Место                    |
| ------------------------ | ------------------------ | -------------------------- | ------------------------ | ------------------------ | ------------------------ | ------------------------ | ------------------------ |
| 01                       | Тесс Герте               | «Stupid»                   | 12                       | 12                       | 12                       | 36                       | 1                        |
| 02                       | Тджинджара               | «Blijf jezelf»             | 10                       | 8                        | 8                        | 26                       | 3                        |
| 03                       | Яра и Анжес              | «Vriendschap»              | 8                        | 6                        | 6                        | 20                       | 5                        |
| 04                       | Клео                     | «Ik lijk zo op een jongen» | 6                        | 10                       | 10                       | 26                       | 2                        |
| 05                       | Анджело                  | «Slapeloze nachten»        | 7                        | 7                        | 7                        | 21                       | 4                        |

## На «Детском Евровидении»
Финал конкурса транслировал телеканал Nederland 1, комментатором которого был Тооске Рагас, а голоса от Нидерландов объявлял Джованни Кемпер. Тесс Герте выступила под девятым номером перед Сербией и Черногорией и после Северной Македонии, и заняла седьмое место, набрав 82 балла.

## Голосование[6]
| Баллы     | Страна                         |
| --------- | ------------------------------ |
| 12 баллов | Бельгия                        |
| 10 баллов | Дания                          |
| 8 баллов  | Мальта                         |
| 7 баллов  | Великобритания Швеция          |
| 6 баллов  |                                |
| 5 баллов  | Белоруссия                     |
| 4 балла   | Греция Испания Норвегия Россия |
| 3 балла   |                                |
| 2 балла   | Кипр Румыния                   |
| 1 балл    | Латвия                         |

| Баллы     | Страна             |
| --------- | ------------------ |
| 12 баллов | Бельгия            |
| 10 баллов | Норвегия           |
| 8 баллов  | Испания            |
| 7 баллов  | Дания              |
| 6 баллов  | Греция             |
| 5 баллов  | Румыния            |
| 4 балла   | Белоруссия         |
| 3 балла   | Северная Македония |
| 2 балла   | Хорватия           |
| 1 балл    | Великобритания     |